# Hanabusaya asiatica
Hanabusaya asiatica är en klockväxtart som först beskrevs av Takenoshin Nakai, och fick sitt nu gällande namn av Takenoshin Nakai. Hanabusaya asiatica ingår i släktet Hanabusaya och familjen klockväxter. Inga underarter finns listade i Catalogue of Life.

## Bildgalleri

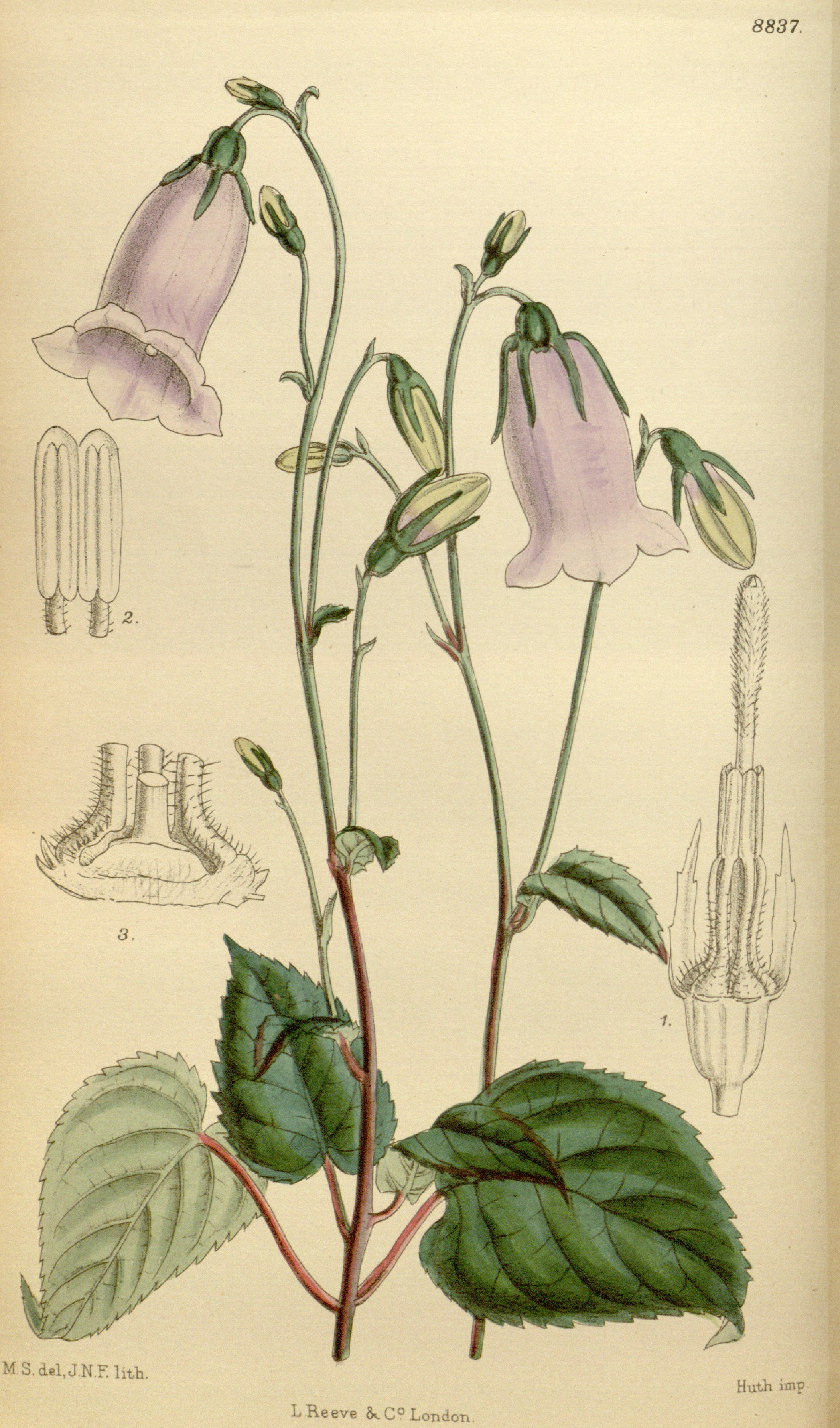